# 小川えり
小川えり（おがわ えり、1987年11月2日 - ）は、日本のキャバクラ嬢、YouTuber。
愛知県の名古屋市にある、アールズカフェ 栄 キャバクラに在籍していたが、結婚を機に引退。結婚後に立ち上げた事業がうまくいかず、離婚を機にアールズカフェに出戻りをしている。味のあるユニークな面白いキャラから、キャバクラ嬢としての人気を得たが、週刊文春に出資法違反などの金銭トラブルを報じられてからは、人気は下落した。愛称はエンリケ。

## 来歴
中学の時の先輩に代打を頼まれたことから、キャバクラで働くようになった。22歳の時にアールズカフェで働くようになり、働きながら愛知県立旭陵高等学校へ通っていた。2019年11月30日を以って、13年間働いてたアールズカフェを引退。四日間に渡る引退式では、約600人の来店、5億円の売り上げを達成した。
引退後は株式会社エンリケ空間の代表取締役に就任したが、週刊文春によって、ファンから金銭を不当に得ていたことが明らかになった。離婚後、代表取締役を辞任し、2022年11月1日よりアールズカフェに復帰する。アールズカフェで稼いだ金銭で被害者に対して返済すると宣言をしていたが、2025年2月時点で被害の回復への行動は何も示されていない。

## 人物
趣味は、ゴルフ、呑み、など。特技は自分のストレスマインドコントロール。
「豚さん」を名乗っている夫がいたが、2022年10月26日に離婚した。ただし、11月11日更新の自身の公式YouTubeチャンネルでは、夫の許可を得ずに離婚届を提出したことを明かしている。
一人っ子である。

### 交友関係
自身がアールズカフェに在籍していた頃、同じくキャバクラ嬢の、愛沢えみりが店に来た事もある。桜井野の花はお互いのYoutubeで出演しあう仲だったが、小川えりが桜井野の花逮捕を自身のYouTubeのネタにしたことを機に2人は不仲となった。2024年に桜井野の花は、小川えりが経営していたシャンパンサロンの不法行為をYouTubeチャンネルにて暴露している。

## 出演
- 2017年12月6日 CBCテレビ「本能Z」
- 2018年1月2日 日本テレビ「大人のワイドショー」
- 2018年1月30日 ぶんか社「本当にあった笑える話」
- 2018年1月24日 テレビ朝日「かりそめ天国」
- 2018年2月1日 テレビ東京「じっくり聞いタロウ〜スター近況（秘）報告〜」
- 2018年2月7日 フジテレビ「良かれと思って!」
- 2018年3月21日 CBCテレビ「本能Z」
- 2018年4月10日 読売テレビ「情報ライブミヤネ屋」
- 2018年4月22日 TBSテレビ「サンデージャポン」
- 2018年5月9日 東海テレビ放送「プラスONE」
- 2018年5月14日 CBCテレビ「本能Z」
- 2018年7月1日 関西テレビ放送「マルコポロリ！」
- 2018年9月5日 東海テレビ「ブラ迷相談部」
- 2019年6月20・27日 フジテレビ「#ミレニアガール」
- 2019年7月8日 テレビ朝日「お願い！ランキング」
- 2019年10月16日 BSスカパー！「水曜日のニュース・ロバートソン」
- 2019年10月21日 TBSテレビ「中居くん決めて!」
- 2020年2月5日 CBCテレビ「本能Z」
- 2020年4月11日 テレビ朝日「激レアさんを連れてきた。」
- 2020年6月24日 日本テレビ「今夜くらべてみました」
- 2020年9月27日 AbemaTV「ABEMA的ニュースショー」
- 2020年10月10日 日本テレビ「有吉反省会」
- 2020年10月20日 日本テレビ「幸せ!ボンビーガール」
- 2020年12月28日 テレビ朝日「ノブナカなんなん? 」
- 2021年1月22日 フジテレビ「ウワサのお客さま」
- 2021年2月6日 MBS毎日放送「ジェラシーの女王」
- 2021年2月10日 フジテレビ「エージェントーク~喋るは恥だが金になる~」
- 2021年2月17日 フジテレビ「エージェントーク~喋るは恥だが金になる~」
- 2021年3月6日 テレビ朝日「ノブナカなんなん?」
- 2021年3月10日 フジテレビ「突然ですが占ってもいいですか?」
- 2021年4月28日 フジテレビ「エージェントーク~喋るは恥だが金になる~」
- 2021年5月5日 フジテレビ「エージェントーク~喋るは恥だが金になる~」
- 2021年5月20日 フジテレビ「アウト×デラックス」
- 2021年6月4日 フジテレビ「ウワサのお客さま」
- 2021年6月24日 AbemaTV「GX-伝説のキャバ嬢が女の子を大改革」- 指南役[4]
- 2021年6月25日 フジテレビ「人志松本の酒のツマミになる話」
- 2021年8月6日 フジテレビ「人志松本の酒のツマミになる話」未公開放送
- 2021年8月7日 日本テレビ「マシマシTV」
- 2021年8月14日 日本テレビ「マシマシTV」
- 2021年10月24日 日本テレビ「スクール革命！」
- 2021年11月6日 TBSテレビ「占いメガネ」
- 2022年1月2日 中京テレビ「THE的中王2022」
- 2022年2月17日 フジテレビ「EXITV」
- 2022年2月24日 フジテレビ「EXITV」

## 著書
- 著書 日本一売り上げるキャバ嬢の指名され続ける力 (2018年6月15日発売 出版社:KADOKAWA)
- 著書 日本一売り上げるキャバ嬢の億稼ぐ技術 (2019年3月4日発売 出版社:KADOKAWA)
- 著書 #エンリケ空間(2020年2月14日発売 出版社:宝島社)